# STEAP3
STEAP3 (англ. STEAP3 metalloreductase) — білок, який кодується однойменним геном, розташованим у людей на короткому плечі 2-ї хромосоми.  Довжина поліпептидного ланцюга білка становить 488 амінокислот, а молекулярна маса — 54 601.
| 10         |  | 20         |  | 30         |  | 40         |  | 50         |
| ---------- |  | ---------- |  | ---------- |  | ---------- |  | ---------- |
| MPEEMDKPLI |  | SLHLVDSDSS |  | LAKVPDEAPK |  | VGILGSGDFA |  | RSLATRLVGS |
| GFKVVVGSRN |  | PKRTARLFPS |  | AAQVTFQEEA |  | VSSPEVIFVA |  | VFREHYSSLC |
| SLSDQLAGKI |  | LVDVSNPTEQ |  | EHLQHRESNA |  | EYLASLFPTC |  | TVVKAFNVIS |
| AWTLQAGPRD |  | GNRQVPICGD |  | QPEAKRAVSE |  | MALAMGFMPV |  | DMGSLASAWE |
| VEAMPLRLLP |  | AWKVPTLLAL |  | GLFVCFYAYN |  | FVRDVLQPYV |  | QESQNKFFKL |
| PVSVVNTTLP |  | CVAYVLLSLV |  | YLPGVLAAAL |  | QLRRGTKYQR |  | FPDWLDHWLQ |
| HRKQIGLLSF |  | FCAALHALYS |  | FCLPLRRAHR |  | YDLVNLAVKQ |  | VLANKSHLWV |
| EEEVWRMEIY |  | LSLGVLALGT |  | LSLLAVTSLP |  | SIANSLNWRE |  | FSFVQSSLGF |
| VALVLSTLHT |  | LTYGWTRAFE |  | ESRYKFYLPP |  | TFTLTLLVPC |  | VVILAKALFL |
| LPCISRRLAR |  | IRRGWEREST |  | IKFTLPTDHA |  | LAEKTSHV   |  |            |

A: Аланін

C: Цистеїн

D: Аспарагінова кислота

E: Глутамінова кислота

F: Фенілаланін

G: Гліцин

H: Гістидин

I: Ізолейцин

K: Лізин

L: Лейцин

M: Метіонін

N: Аспарагін

P: Пролін

Q: Глутамін

R: Аргінін

S: Серин

T: Треонін

V: Валін

W: Триптофан

Кодований геном білок за функціями належить до оксидоредуктаз, фосфопротеїнів. 
Задіяний у таких біологічних процесах як апоптоз, транспорт іонів, транспорт заліза, транспорт, клітинний цикл, поліморфізм, альтернативний сплайсинг. 
Білок має сайт для зв'язування з іоном міді, іонами металів, іоном заліза, гемом, НАДФ, ФАД, флавопротеїном. 
Локалізований у мембрані, ендосомах.